# Kolob Arch
A Kolob Arch (ejtsd: kolöb ács, magyarul am. Kolob-boltív) a világ egyik leghosszabb természetes boltíves képződménye.
Az Amerikai Egyesült Államokban, Utah államban található a Zion Nemzeti Park területén. A Natural Arch and Bridge Society (NABS) mérése szerint a boltív (híd) fesztávolsága: 87,6 m, kevéssel rövidebb, mint a Landscape Arch az Arches Nemzeti Parkban. A boltív a közelében álló sziklatömböt foglalja keretbe.
A természetes hidak és boltívek mérésekor és meghatározásánál kisebb különbségek lehetnek a definíciók értelmezése és a mérési módszerek miatt.
A Kolob Arch két kiránduló ösvényen is elérhető, melyek mindegyike 11 km vagy a visszaúttal együtt 22 km hosszú. A Kolob Arch mint kirándulási helyszín a Box-kanyontól érhető el a legegyszerűbb módon.

## Képgaléria

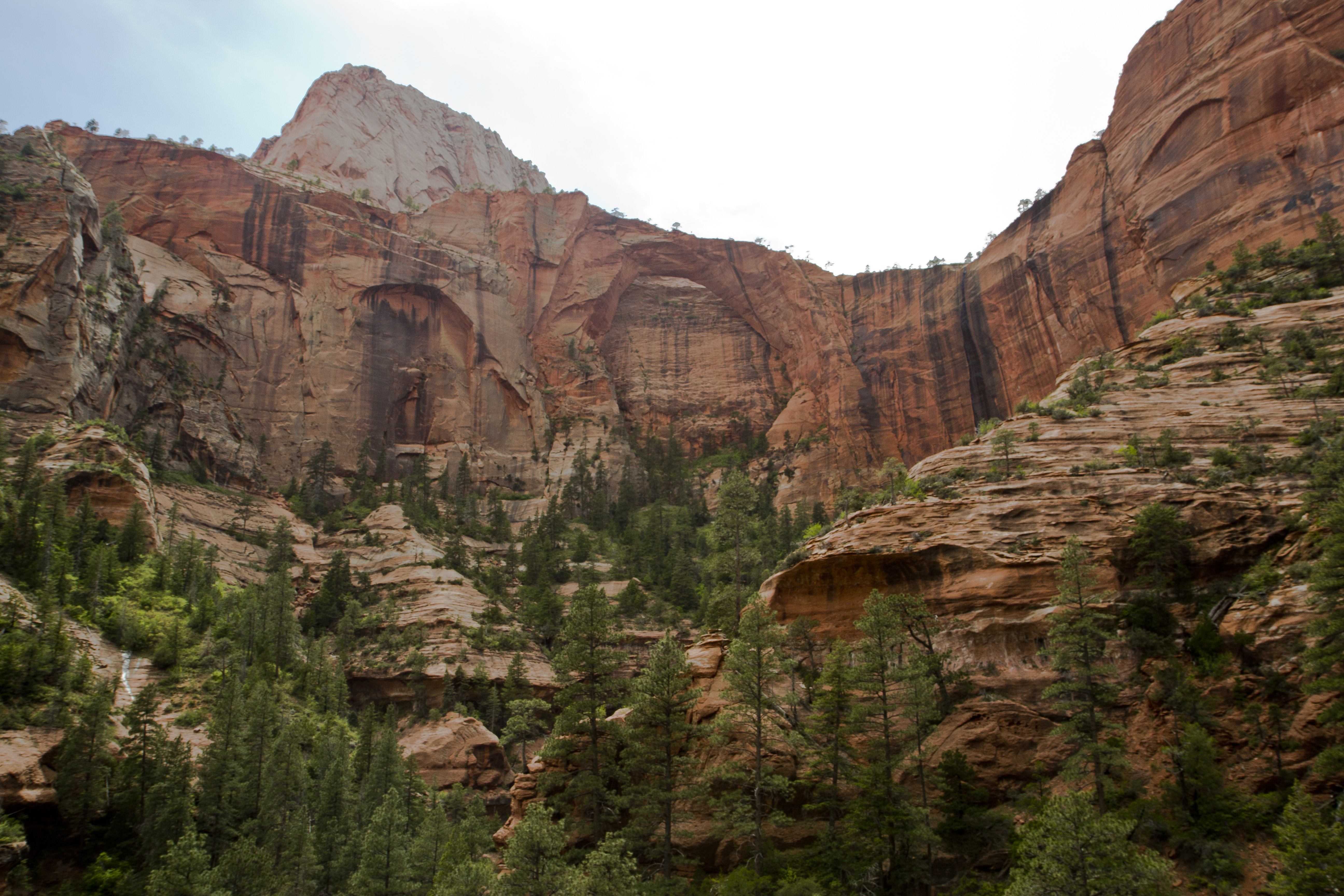
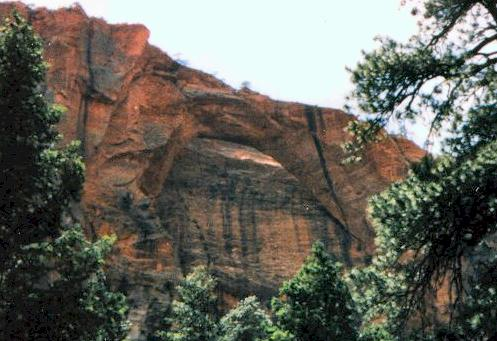

## Fordítás
Ez a szócikk részben vagy egészben  a   Kolob Arch című angol Wikipédia-szócikk ezen változatának fordításán alapul.  Az eredeti cikk szerkesztőit annak laptörténete sorolja fel. Ez a jelzés csupán a megfogalmazás eredetét és a szerzői jogokat jelzi, nem szolgál a cikkben szereplő információk forrásmegjelöléseként.

## További Információk
- Kolob Terrace Kolob Terrace Mapsection of Zion National Park Archiválva 2021. március 10-i dátummal a Wayback Machine-ben – Zion Nemzeti Park (angolul)